# Valentine de Saint-Point
Valentine de Saint-Point, nacida como Anna Jeanne Valentine Marinne de Glans de Cessiat-Vercell (Lyon, 16 de febrero de 1875 - El Cairo, 28 de marzo de 1953) fue una artista e literata francesa.
Saint-Point fue  una figura importante de la Belle Époque, siendo tanto escritora como poeta, periodista, dramaturga, pintora, coreógrafa, crítica de arte y feminista. Fue la primera mujer en cruzar el Atlántico en avión.
Organizaba espectáculos de ballet en el Metropolitan Opera de Nueva York antes de trasladarse a El Cario en 1924, donde se convirtió al islam con el nombre de Raoyhya Nour-el Dine.
Es conocida por ser la primera mujer en redactar un manifiesto futurista, Le Manifeste de la femme futuriste.

## Biografía
Era la única hija de Alice de Glans de Cessiar y Charles-Joshep Vercell, y por ascendencia materna, sobrina bisnieta de Alphonse de Lamartine. El seudónimo que tomó al entrar en el mundo literario viene, de hecho, del nombre del castillo de su célebre antepasado. En 1883 su padre murió y su madre y ella volvieron a Mâcon, creciendo así, rodeada de su abuela y su tutor.
En 1893, Valentine se casó con Florian Théophile Perrenot, un profesor catorce años mayor que ella. El año siguiente, él fue destinado a Lons-le-Saunier donde Valentine conoció a Charles Dumont, profesor de filosofía y colega de su marido, que acabó siendo su amante. En 1897 se trasladaron a Córcega y más tarde a Niort, donde Perrenot murió el 1899.
La joven viuda de veinticuatro años viajó a París donde se encontró con Charles Dumont, furuto ministro de la III República de Francia. La pareja se casó el 20 de junio del 1900. Desde 1902 ella organizaba un salón literario donde se juntó con Rachilde, Natalie Clifford Barney, Mucha et Auguste Rodin por los que posaba, así como mucho otros artistas. La amistad con el célebre escultor tendrá mucha importancia en su vida artística, como su correspondencia. Se admiraron mutuamente y ella publicó incluso un artículo "La doble personalidad d'Auguste Rodin" en la revista La Nouvelle Revue en 1906.
En 1903, en una de sus sesiones de espiritismo, comunes en la época, se encontró con el poeta Riccotto Canudo. Poco tiempo después pedirá el divorcio, que se hizo efectivo el 20 de enero del 1904. Circularon romores acerca de los motivos: el hecho de haber posado casi desnuda para Rodin o Mucha, así como el cortejo de Canudo. Ella dijo que la verdadera razón era que quería dedicarse a su arte y que deseaba vivir de forma independiente. Entonces fue cuando tomó el nombre de Valentine de Saint-Point y empezó su relación con Canudo, siendo así su pareja de hecho.
En enero del 1905, ella publicó en La Nouvelle Revue un artículo titulado "Lamartine inconnu (Lamartine desconocido)".En seguida publicó su primer libro de poesía, los Poèmes de la Mer et du Soleil, inspirados por su viaje a España con Canudo el año anterior. En 1906, Un amour, primera parte de su trilogía, muy bien acogida por la crítica. Participó en numerosas revista como Poésia, cuyo fundador era Filippo Tommaso Marinetti. En 1907, aparece Un inceste. 
En el año 1909 sé dedicó al teatro. El 28 de mayo presentó en el Teatro de las artes un drama en un solo acto, La Déchu, que fue publicada por La nouvelle Revue. Esta obra es la primera parte de su trilogía dramática Le théâtre de la femme. En 1910 ella publicó Une femme et le désir, una confesión autobiográfica que le permitió expresar algunas verdades sobre la psicología femenina y el rol de las mujeres en la sociedad. 
En el 1912 publica el Manifeste de la femme futuriste, que redactó como reacción a algunas ideas misóginas que se encontraban el Manifiesto futurista de Marinetti. 
A principios del 1913, Canudo funda la revista Montjoie! En el número 16 se publicó Le théâtre de la femme. A partir de aquí crea La Métachorie. Ella quería que fuera una "fusión de todas las artes". 
Con la declaración de la guerra, Valentine se unirá a la Cruz Roja. Después viajará a España y también a los Estados Unidos. En 1918 viaja a Marruecos, donde se convertirá al islam. 
En el 1924, después de la muerte de Canudo, ella y dos compañeras más se instalan en El Cairo. Allí se juntará con un grupo de artistas y organizará debates y participará en diferentes revistas. Más tarde se implicará en la política del mundo musulmán, para luchar contra el imperialismo de Occidente. Finalmente abandonó sus ideas políticas para poder seguir viviendo en Egipto y se dedicó a la meditación y al estudio de las religiones. Murió en 1953 a los 78 años, fue enterrada siguiendo la tradición musulmana.

## Publicaciones principales
Poesia
- Poèmes de la mer de du soleil, Succ. Vanier Albert Messein (1905)

- Poèmes d'orgueil, éditions de l'Abbaye & Figuière (1908)
- L'Orbe Pâle, Eugène Figuière (1911)
- La Guerre, poème héroïque, Figuière (1912)
- La Caravane des chimères, La Semaine égyptienne, Le Caire (1934)

Novelas
- Trilogie de l'amour et de la mort : Un Amour (1906), Un Inceste (1907), Une mort (1909), Vanier-Messein
- Une femme et le désir, Vanier-Messein (1910)
- La Soif et les Mirages, Figuière (1912)
- Le Secret des inquiétudes, Albert Messein (1924)

Teatro
- Le Déchu (pièce en un acte, 1909)
- L'Âme impériale ou l'Agonie de Messaline, tragédie en 3 moments avec musique de scène, précédée du discours sur la tragédie et le vers tragique, Figuière (1929)

Manifiestos, escritos teóricos y ensayos
- Manifeste de la Femme Futuriste (25 mars 1912)
- Manifeste Futuriste de la Luxure (11 janvier 1913)
- Le Théâtre de la Femme (1913)
- La Métachorie (1913)
- Saad Zaghloul, le "père du peuple" égyptien de Foulad Yéghen, préface de Valentine de Saint-Point, Cahiers de France, (1927)
- La Vérité sur la Syrie par un témoin, Cahiers de France, Nouvelle Série (1929)
- Le Phœnix, Revue de la renaissance orientale, sous la direction de Valentine de Saint-Point (de 1925 à 1927)
- Théo-Futurisme, (?), Le Caire